# گوهرن-دوهلن
گوهرن-دوهلن (به آلمانی: Göhren-Döhlen) یک منطقهٔ مسکونی در آلمان است که در اوما-وایداتال واقع شده‌است.
 گوهرن-دوهلن  ۱۴۳ نفر جمعیت دارد.